# Horace de Vere Cole
William Horace de Vere Cole (5 de maio de 1881 — 25 de fevereiro de 1936) foi um excêntrico poeta e embusteiro britânico.
A peça mais famosa que pregou foi o Embuste de Dreadnought em 7 de fevereiro de 1910, quando enganou a Marinha Real Britânica e obteve acesso a seu navio-almirante HMS Dreadnought.
Entre suas brincadeiras mais conhecidas está também a ocasião em que, como aluno da Universidade de Cambridge, disfarçou-se de sultão de Zanzibar — o sultão verdadeiro estava então em viagem à Londres — e faz uma visita "oficial" a seu próprio colégio.
Herdeiro de uma fortuna, casou-se duas vezes, morrendo na miséria em Paris.